# Vladimir Ličen
Vladimir Ličen, slovenski kemik, * 19. september 1912, Žavlje pri Trstu, † 18. maj 1948, (?).
Rodil se je v Žavljah (ital. Aquilinia) v družini višjega stražnika Josipa in gospodinje Josipine Ličen rojene Gvardjančič. Po uradnem obvestilu javnosti je bil ustreljen 18. maja 1948; kraj usmrtitve in njegov grob nista znana.

## Življenje in delo
Ljudsko šolo je najprej obiskoval v rojstnem kraju, nadaljeval pa v Loki pri Zidanem mostu, kamor se je družina preselila po 1. svetovni vojni. Maturiral je leta 1930 na v ljubljanski realki, diplomiral pa 1937 iz kemije na Filozofski fakulteti v Ljubljani. Že v dijaških letih je bil aktiven pri Sokolu, kot študent pa je sodeloval tudi v raznih akademskih klubih. 
Po odsluženju vojaškega roka je bil od 1938 do mobilizacije 1941 zaposlen v tovarni barv in lakov Medić-Zankl v Medvodah. Po kapitulaciji Kraljevine Jugoslavije je bil aprila 1941 ujet v Sarajevu in odpeljan v nemško taborišče Osnabrück. Po dogovoru med Kraljevino Italijo in Nemčijo je bil jeseni istega leta premeščen v taborišče za vojne ujetnike v Italijo. Čas do kapitulacije Italije je preživljal na Reki, Sulmoni in Garresiu. Septembra 1943 je pobegnil iz taborišča, se nekaj časa skrival v okolici Garresia, nato pa krenil proti domu. Prispel je do Trsta, kjer so ga Nemci aretirali in poslali v koncentracijsko taborišče Dachau. 
Konec maja 1944 so mu dovolili, da se je vrnil domov v Ljubljano, od avgusta istega leta do konca vojne pa je delal v tovarni špirita in kvasa v Celovcu. Po osvoboditvi se je vrnil v Ljubljano ter se ponovno zaposlil v tovarni v Medvodah, preimenovani v Color, najprej kot obratovodja in nato kot direktor. Delaven in navdušen nad svobodo je nastopal na sestankih in zborovanjih. 3. oktobra 1947 pa so ga po požaru v tovarni nepričakovano aretirali, ga obtožili sabotaže in sodelovanja z Nemci in na t. i. procesu proti Diehl-Oswaldu, ki je sodili v sklop Dachauskih procesov in obsodili na smrt. Skupaj z drugimi žrtvami procesa je bil 27. julija 1976 spoznan za nekrivega in rehabilitiran.